# جرعة
جرعة في الطب وفي الفيزياء 

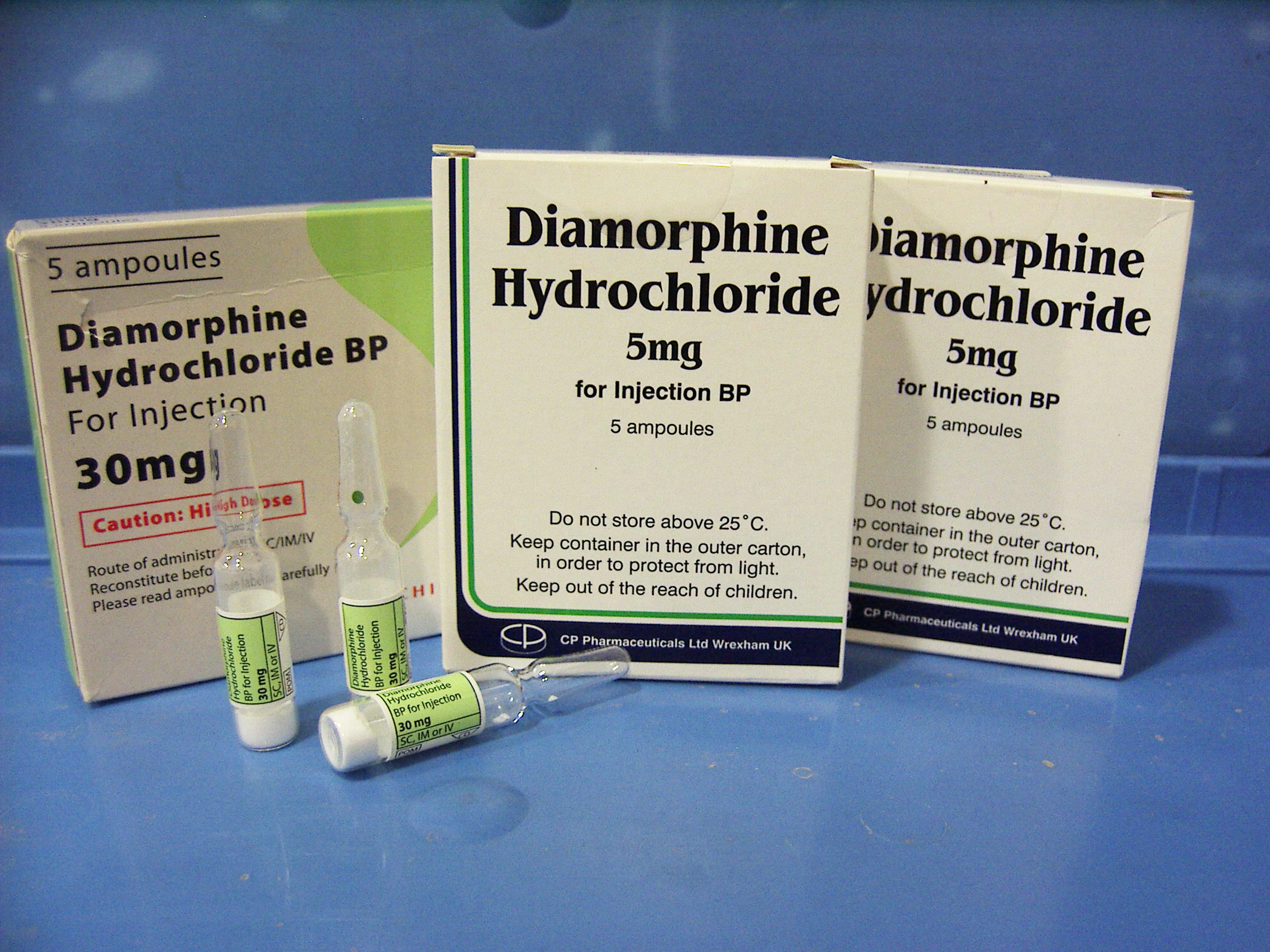

هي كمية الدواء المتعاطاة في الطب وعلم الأحياء أو كمية الإشعاع في الفيزياء وقد تكون مأخوذة بقصد العلاج.

## في الصيدلة
هي كمية الدواء الماخودة للعلاج، وتعرف الجرعة الفعالة بأنها جرعة المادة التي تؤدي لنسبة معينة من الناس التوصل إلى التحسن العلاجي المرغوب.
وتنتشر الجرعة الابتدائية بسرعة معينة في أعضاء الجسم (مثل الدم، وفي الأنسجة وغيرها). والجرعة يبدأ الجسم في نفس الوقت في التخلص منها. ولهذا تؤخذ جرعات متتالية موزعة توزيعا زمنيا بغرض المحافطة على وجود معدل معين من الدواء في الجسم لإتمام العلاج.

### أنواع الجرعات في الصيدلة
الجرعة الدوائيه Dosage = كمية الدواء التي تعطى للمريض للتعافي.
الجرعة الفعاله Effective dose 50 (ED50)i = هي كمية الدواء التي تكون فعاله على نصف عدد حيوانات التجربة .
الجرعة السامه Toxic dose = هي الجرعة اللي تسبب ظهوور اثار سلبيه غير مرغوب بها غير قاتله ان لم تسبب بتضاعف الاثار.
الجرعة القاتلهLD50)Lethsl dose = هي الجرعة اللي تسبب الوفاة لنصف عدد حيوانات التجربة.

## في علم السموم
يعين علم السموم خطورة السموم وتعرف الجرعة المميتة من مادة بألها كمية المادة التي إذا أخذها الشخص تؤدي إلى موته. وهناك كمية تسمى جرعة موت النصف dosis lethalis 50% أو الجرعة المتوسطة المميتة (DL50) وهي الجرعة التي إذا أخذها عدد من الأحياء المعملية فإنها تؤدي إلى موت نصف عددهم.

### أنواع الجرعات في علم السموم
LD50 =متوسط الجرعة المميته. هذه الجرعة من الممكن ان تقتل نصف الأحياء المعمليه التي تجرا عليها التجربة.
NOEL= جرعة المبيد التي لا ينتج عنها أي ضرر ملحوظ لحيوانات التجارب
أثناء دراسة السمية المزمنة والتي تشمل الفحص الدقيق لكل أعضاء الجسم للكشف عن حدوث أي
تغيرات غير عادية.
NOAEL = وهي الجرعة التي لا ينتج عن اثرها أي اعراض سلبيه من المركب وهي أعلى جرعه امسموح باستخدامها من قبل الإنسان ويستخدم هذا الاختصار الآن بدلا NOELحاليا.
PEL = حد الجرعة الذي لايمكن تجاوزه بأي حال من الأحوال. وهو أعلى تركيز سمحت به الولايات المتحدة والاوشا.
STEL = حد تركيز المركبات الكيميائية المسموح التعرض لها كل 15-30 دقيقه بمقدار اربع مرات في اليوم ويتخللها ساعه فترة راحه.
TWA =معدل تركيز المواد الكيميائية المسموح التعرض لها خلال 8 ساعات أي 40 ساعه اسبوعيا.
وتعتمد درجة السمومية على كمية المادة السامة وتركيزها، وقد عرف باراسيلسوس أن الجرعة تحدد عما إذا كانت المادة سما أم لا.

## الوقاية من الإشعاع
طبقا لعلم الوقاية من الإشعاع تعرف جرعة الإشعاع بأنها الكمية المأخوذة من إشعاع مؤين. وتعرف قدرة الجرعة بإنها كمية الجرعة لكل وحدة زمنية (ثانية أو دقيقة).
تقسم أنواع الجرعات الإشعاعية إلى: جرعة تأين، وجرعة طاقة، وكيرما Kerma.
- تقاس الجرعة الإشعاعية بالوحدات الآتية:
  - جراي (وحدة)
  - زيفرت

## اقرأ أيضا
- تحمل الدواء
- كيرما
- زيفرت
- أشعة سينية
- أشعة غاما
- راد (وحدة)
- وقاية من الإشعاع